# Johnny Harris (journalist)
Johnny Harris (Ashland, Oregon, 28 mei 1988) is een Amerikaanse filmmaker, journalist en YouTuber. Hij maakt voor miljoenen kijkers wekelijkse onderzoeksjournalistieke video's op YouTube, vaak gebruik makende van kaarten en complexe visualisaties. Harris produceerde en presenteerde de Borders-serie voor de Amerikaanse nieuwswebsite Vox en maakte drie video's voor The New York Times. In 2019 begon hij het bedrijf Bright Trip dat reiscursussen aanbiedt.

## Vroeg leven en studie
Harris groeide op in een mormoonse familie en woonde in een klein stadje in Oregon. Hij studeerde af aan de Ashland High School in Ashland, Oregon en deed een zending van twee jaar voor de Kerk van Jezus Christus van de Heiligen der Laatste Dagen in Tijuana, Mexico. Harris heeft een bachelordiploma in Internationale Betrekkingen van de Brigham Young University (2013) en een master in Internationale Vrede en Conflictoplossingen van de American University (2016).

## Carrière

### Borders
Van 2017 tot 2019 produceerde en presenteerde Harris Borders, een korte documentairereeks van Vox, over sociaal-politieke kwesties in grensregio's over de hele wereld. Deze serie werd tweemaal genomineerd voor een Emmy Award en werd in 2020 geannuleerd vanwege de coronamapandemie en de protesten van George Floyd.

### YouTube
Het YouTube-kanaal van Harris werd opgericht in juni 2011. Sinds het stoppen van Borders is Harris doorgegaan op zijn eigen kanaal met het maken van video's over internationale aangelegenheden, geschiedenis en geografie met creatieve visualisaties. Hij produceerde ook video's met The New York Times. Op 20 november 2022 heeft Harris 3,1 miljoen YouTube-abonnees. In zijn video's behandelt hij onderwerpen zoals oorlogen, buitenlandse betrekkingen en de geschiedenis van kolonisatie.

### Freelance
Op 9 november 2021 werd Harris genoemd als producent in een opinievideo gepubliceerd in The New York Times: "Blue States, You're the Problem". De video won later een Emmy Award.

## Borders-serie
| Seizoen | Afleveringen | Oorspronkelijk uitgezonden | Oorspronkelijk uitgezonden | Oorspronkelijk uitgezonden | Locatie(s)       |
| Seizoen | Afleveringen | Eerst uitzending           | Laatst uitzending          | Producent                  | Locatie(s)       |
| ------- | ------------ | -------------------------- | -------------------------- | -------------------------- | ---------------- |
| 1       | 6            | 22 mei 2017                | 14 oktober 2017            | Vox Media Inc.             | Verschillende    |
| 2       | 5            | 11 juli 2018               | 15 augustus 2018           | Vox Media Inc.             | Hongkong         |
| 3       | 5            | 22 november 2018           | 18 december 2018           | Vox Media Inc.             | Colombia         |
| 4       | 5            | 26 juni 2019               | 24 juli 2019               | Vox Media Inc.             | Indië            |
| 5       | -            | Geannuleerd                | Geannuleerd                | Vox Media Inc.             | Verenigde Staten |

## Privéleven
Harris is getrouwd met Isabel Harris, met wie hij twee zonen heeft, Oliver en Henry. Harris groeide op als mormoon, maar verliet later de kerk.